# 利剑玫瑰
《利剑·玫瑰》（英語：Sword Rose）是2025年以公安打拐民警為原型拍攝的拐賣題材電視劇。该剧由騰訊視頻和北京中視雅韻文化傳播中心聯合出品，迪麗熱巴、金世佳领衔主演，尤勇、李智、王藝哲、高基才、夏星、馮國強、那志東、王大奇主演，曹曦文、張鐸、王藝禪特邀出演，阿如那、朱銳特別出演，劉之冰、楊昆、張建新友情出演。2023年4月12日该剧于貴陽開機，2023年7月14日全剧殺青。2025年7月28日该剧于央視八套首播。该剧以女性視角直面中國拐賣兒童及少女的實況。

## 劇情簡介
鄧妍（迪麗熱巴飾）的兒時玩伴曾被人販子拐走，為了找回這位朋友，她立志加入打拐辦。某次在一場突發的人質營救行動中表現出色，因而被天海市公安局黨委調任為打拐辦的代理主任。為了破獲拐賣兒童案、拐賣外地少女強迫賣淫案，鄧妍通過縝密的推理、精準的判斷力以及奮不顧身的行動，不僅讓原本持懷疑態度的同事變為欽佩和堅定支持，還一步步揭開了隱藏在一個個拐賣案件背後的驚天黑幕。面對罪犯的狡猾和兇殘，鄧妍與打拐辦的五位同事經過共同努力，剝繭抽絲，經過大量的調查、抓捕、解救等行動，化解了線索中斷、誣告停職、買兇暗殺等層層阻力，終於將包括自己表嫂在內的拐賣婦女兒童犯罪團伙的一個個犯罪嫌疑人加以繩之以法。

## 演員列表

### 林山市公安局刑偵支隊打拐辦
| 演員     | 角色   | 介紹 |
| 迪麗熱巴 | 鄧妍   | 林山市公安局刑偵支隊打拐辦代理主任 性格：聰明果敢、堅韌、共情能力強、擅長從心理學角度解決問題。 八歲時親眼目睹摯友被人拐走，此事成為她難以解開的心結，也是她從警的初衷。 |
| 金世佳   | 常銳   | 林山市公安局刑偵支隊打拐民警 性格：擅長化妝偵查、身手敏捷、行事凜冽 父親生前是一名打拐民警，後因意外犧牲，原本不想從警的常銳決定繼承父輩遺志，畢業後報考家鄉公安局，重啟父親警號，踏上打拐之路。鄧妍的空降讓他不服，也看不起與他辦案風格截然不同的鄧妍，後在一宗拐賣案中發現父親之死另有內情，終在鄧妍的幫助下，得知父親犧牲的真相，二人關系好轉。 |
| 馮國強   |        | 林山市公安局局長 |
| 尤勇智   | 尹建生 | 林山市公安局刑偵支隊打拐辦主任，後在捉捕老歪的行動中不幸喪生。 |
| 王藝哲   | 楊佳佳 | 林山市公安局刑偵支隊打拐民警 |
| 高基才   | 嚴磊   | 林山市公安局刑偵支隊打拐民警 |
| 那志東   | 韓良   | 林山市公安局刑偵支隊打拐民警 |
| 夏星     | 艾心   | 林山市公安局刑偵支隊打拐民警 |

### 其他演員
| 演員   | 角色       | 介紹     |
|        |            |          |
| 李智   | 孫文翰     |          |
| 張鐸   | 葉修明     |          |
| 曹曦文 | 方子琳     |          |
| 鬱蔥   | 駱曉星     |          |
| 阿如那 | 白板       |          |
| 王大奇 | 青皮       |          |
| 朱銳   | 蔡欣       |          |
| 楊昆   | 鄧母       | 鄧妍母親 |
| 劉之冰 | 鄧父       | 鄧妍父親 |
| 張建新 | 章阿姨     |          |
| 曹馨月 | 余慶林媳婦 |          |

## 記事
- 2023年7月9日，該劇殺青。

## 製作與發行
《利劍玫瑰》的故事是以真實的公安打拐民警爲原型創作，該劇主創團隊先後采訪幾十位打拐民警，並在多地進行實地采風，該劇集合了中國大陸和香港兩地的優秀創作團隊，總導演蘇萬聰曾執導《使徒行者2》、《潛行狙擊》、《鐵探》等多部電視劇，總編劇耿慧東則是中國大陸公安影視題材的資深編劇。

## 外部連結
- 利剑玫瑰的新浪微博
- 豆瓣电影上《利剑玫瑰》的資料 （简体中文）